# Горобина
Гороби́на (Sorbus) — рід рослин родини трояндових. Листопадні дерева або кущі з перистими або простими листками. Квітки двостатеві, зібрані в щиткоподібні суцвіття. Чашолистків 5, пелюсток білих або рожевих 5, тичинок 15-25. Плоди кулясті або овальні, червоно-жовті, або коричневі, зрідка білі. Коренева система у більшості представників роду поверхня. Росте на різноманітних ґрунтах. Світлолюбива, але витримує деяке затінення. Росте до 200—300 років, починає квітнути і плодоносити з 10-ти річного віку, а плодові сорти — навіть з 4–5 років.
Горобина — цінна плодова, лікарська і декоративна рослина. В офіційній медицині використовують лише горобину звичайну, у народній — також і інші види.
В насінні горобини міститься 20 % олії.

## Хімічний склад
Плоди горобини містять: криптоксантин С40Р56О, різні цукри: глюкозу — до 3,8 %, фруктозу — до 4,3 %, сахарозу — 0,7 %, сорбозу С6Н12О6, сорбірит С6Н14О6; кислоти: яблучну — до 2,8 %, винну і лимонну; ціанін-хлорид С27Н31CI, незначну кількість дубильних речовин (0,3 %), олійку. Насінини горобини містять до 22 % жирної олії. В плодах горобини містяться вітаміни: Р (кверцетин, ізокверцетин, рутин) — 2600 мг%%, каротиноїди — 27 мг%, токоферол — 4,4 мг%, рибофлавін — 8 мг%, антоціани (в тому числі ціанідин) — 795 мг%, дубильні речовини — 610 мг%, фосфоліпіди (кефалін, лецитин) — 70,4 мг%, пектинові речовини — 2 %. Кислотність в перерахунку на яблучну кислоту — 5,95 %. Міститься також шестиатомний спирт сорбіт (23,3) і парасорбінова кислота.
У сировині допускається не більше (відсотків): недозрілих плодів — 0.5, пошкоджених комахами плодів — 0,5 і мінеральних домішок — 0,5. Золи в загальному допускається не більше 1 %, Р-вітамінних речовин (флавоноїдів) повинно бути не менше 1,5 %. Вологість сировини повинна бути не менше 70 % (і не більше 83 %).

## Фармакологічні властивості
Важливим хімічним компонентом ягід горобини є пектини, здатні до желеутворенню в присутності цукрів і органічних кислот. Пектини зупиняють надлишкове бродіння вуглеводів, що проявляється в пригніченні газоутворення в кишці. Желеутворювальні властивості пектинів сприяють зв'язуванню токсинів і виведення надлишку вуглеводів.
Парасорбінова і сорбінова кислоти горобини гальмують ріст мікроорганізмів, грибів і плісняви, що дає можливість застосовувати їх як консерванти харчових продуктів.
Горобина здавна застосовувалась як жовчогінний засіб, і лише недавно встановлено, що жовчогінні властивості пов'язані з сорбіновою кислотою і сорбітом. Сорбіт знижує рівень жиру в печінці і холестерину в крові. В механізм жовчогінної дії почергово включаються: подразнення сорбітом слизової оболонки 12-палої кишки, звільнення холецистокініна; скорочення жовчного міхура і одночасно розслаблення сфінктера Одді. Сорбіт виявився ефективним також при хронічному запорі, що супроводжується захворюванням жовчних шляхів. Він повільно всмоктується і дію як сольове послаблювальне.
Амигдалін, який міститься в ягодах горобини, підвищує стійкість тварин до кисневого голодування. Його застосовують як препарат з радіо- і рентгенозахисною дією. В основі механізму дії амигдаліна лежить захист дихальних ферментів від розпаду шляхом утворення з ними тимчасового зв'язка. Амигдалін підвищує опірність організму до гіпоксії; крім того, є дані щодо участі амигдаліна в відновленні сульфгідрильних груп і захисті ліпідів від переокислення, що виправдовує застосування в народній медицині горобини при атеросклерозі.
Ягоди горобини застосовують у свіжому чи сушеному вигляді як лікувальний і профілактичний засіб при станах, що супроводжуються вітамінною недостатністю. Сік з свіжих ягід рекомендують при пониженій кислотності шлункового соку. Сухі та свіжі ягоди горобини застосовують як вітамінний засіб у сполученні з кропивою і шипшиною.
У харчовий раціон осіб з захворюванням на цукровий діабет і ожиріння додають овочі та фрукти, багаті на пектини, в тому числі порошок із горобини, з метою зв'язування в кишці частини вуглеводів.
Рослина має протизапальні, гіпотензивні (знижує артеріальний тиск), спазмолітичні та кровоспинні властивості, сприяє зміцненню стінок капілярів. Вона також виявляє сечогінну і жовчогінну дію. Надзвичайно корисно вживати сік чорноплідної горобини хворим на артеріальну гіпертензію. Доведено, що плоди чорноплідної горобини позитивно впливають на процес кровотворення, тому їх призначають при його різних порушеннях. Лікування і профілактики внутрішніх кровотеч різного походження, зокрема в мозок, серце, сітківку ока; при стенокардії, гіпертонії, цукровому діабет. Склеротичному переродженні стінок кровоносних судин, гломерулонефриті, геморагічних діатезах, виразковій хворобі шлунка й дванадцятипалої кишки, при гастритах з пониженою кислотністю, виразковому коліті, проносах, хворобах печінки, висипному тифі, сепсисі, тромбофлебітах, недостатньому згущенні крові, геморої, ревматизмі, глистах, при капілярних крововиливах токсичного походження (отруєння миш'яковими сполуками, саліцилатами), сечокам'яній хворобі тощо, в поєднанні з вітаміном С.
Настоянки вживають при опіках і відмороженнях І І II ступенів — загоєння настає через 5–6 днів; при відмороженнях III ступеня, також при туберкульозі шкіри, вовчаку виразки зарубцьовуються набагато швидше. Діє болезаспокійливо, і тому вживають для лікування забитих місць, фурункулів, карбункулів, парапроктитів, гайморитів, трофічних виразок, грудниці (маститу), лускатого лишаю — у вигляді зрошувань, промивань, змазувань, тампонів (двічі на день), стерильних пов'язок на рани.
Йод та фенокарболові кислоти, що містяться у рослині, використовують при комплексній терапії хворих на тиреотоксикоз (захворювання щитоподібної залози).
Настій листків рослини поліпшує роботу печінки, сприяє більш ефективному жовчовиділенню. Горобина відома передусім як полівітамінний засіб, в якому вміст каротиноїдів буває вищим, ніж у моркві, а аскорбінової кислоти — вищий, ніж у шипшині собачій. Наявність вітаміну К зумовлює певні обмеження для тривалого застосування, якщо ж лікування обмежені 3–4 тижнями, протипоказання не виражені. Горобину рекомендують вживати при вагітності (вітамін Е), особливо худим жінкам. Плоди корисні як надто худим, так при ожирінні.
Жовчогінна, протизапальна, послаблювальна та репаративна дія робить горобину незамінним засобом боротьби з недугами травного тракту, особливо на початкових етапах захворювань та у дітей (переважно у зборах), різних інфекційних захворюваннях, зокрема при шигельозі, після тяжких хвороб, у післяопераційному періоді, при виснаженні тощо.
Сечогінний засіб застосовують здебільшого лише як допоміжний, у тому числі при дезінтоксикації організму під час лікування ревматизму, порушень водно-сольового (сечокам'яна та жовчнокам'яна хвороби) та вуглеводного обміну тощо.
При діабеті народна медицина використовує свіжий сік, перемелені свіжі плоди або ж відвари чи порошок сухих плодів. Усі зазначені засоби є сильними ентеросербентами, виводять з організму як ендо-, так і екзотоксини. Найкращі ці властивості зберігають капсульовані форми порошкової продукції.
Призначення антибіотиків чи інших сильнодіючих засобів найменше зашкодить організмові, якщо паралельно вживати всередину описані вище лікарські форми з горобини, ще й впродовж кількох днів після відміни синтетичних ліків.
Зовні подрібнені чи розчавлені свіжі плоди прикладають до бородавок на ніч на компрес упродовж 7–10 днів.
Протипоказаннями до вживання плодів горобини є підвищення показників згортання крові. На жаль, горобина здатна іноді зумовлювати алергічні реакції, переважно у молодшому дитячому віці.

## Поширення
Близько 100 видів, гібридів і форм росте в районах з помірним кліматом у північній півкулі. В Україні є вісім видів, серед них найбільше поширена горобина звичайна з яскраво-червоними плодами. На Поділлі і в Карпатах росте берека — високе дерево з цінною деревиною і буро-жовтими плодами. В парках і садах, а також у гірських лісах Криму трапляється горобина домашня (Sorbus domestica) — дерево з великими грушоподібними або кулястими їстівними плодами. Тут же росте кілька близьких кущових видів горобини — горобина кримська (Sorbus taurica), горобина грецька (Sorbus graeca) та інші.

## Види

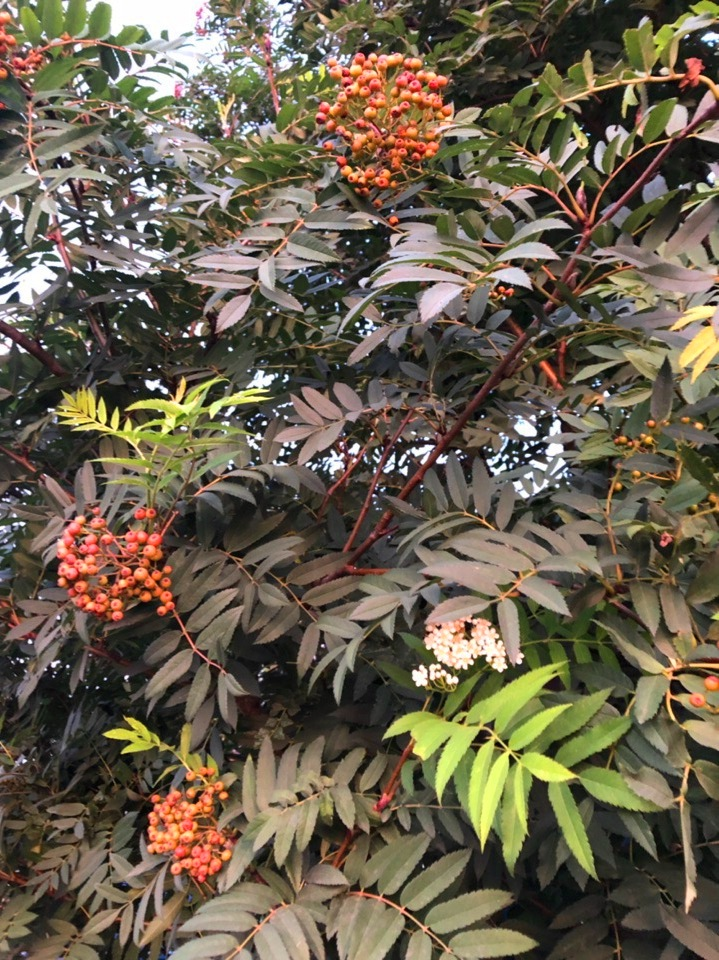
Цвітіння горобини в Сибіру

Дивитись також повний список видів роду Горобина.
Існує 2 підроди роду Sorbus L.: Eusorbus Kom. і Hahnia Medic .
Горобини підроду Eusorbus Kom. мають непарноперисті, пилчасті по краю листочки, плодолистки на ⅔ зростаються з гіпантієм у нижній частині, зверху вільні. Стовпчиків 2–5 (частіше 3), вільних. Стінки гнізд перепончасті, рідше — тверді.

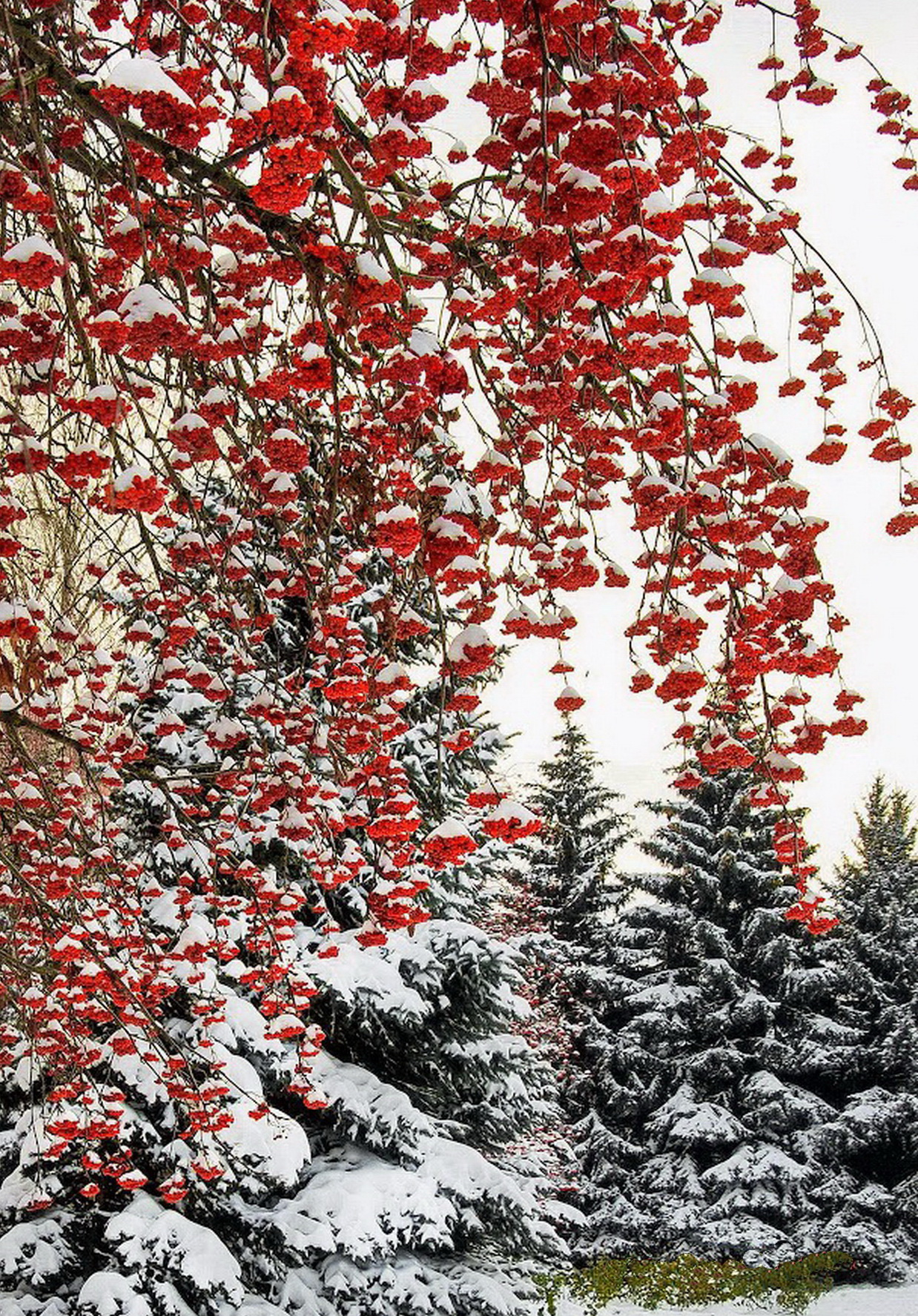
Горобина в грудневі дні

Горобини з підроду Hahnia Medic. мають прості цілісні листки, зубчасто-лопатеві або лопатеві, інколи одна пара лопатей зовсім відокремлена. Стовпчиків 2–5, зрослих біля основи. Стінки гнізд тверді. 
Основними представниками підроду Eusorbus Kom. є:
1. Sorbus domestica L. — Горобина домашня
2. Sorbus sambucifolia (Cham.et Schlecht.) M.Roem. — Горобина бузинолиста
3. Sorbus pohuaschanensis (Hance) Hedl. — Горобина погуашанська
4. Sorbus aucuparia L. — Горобина звичайна
5. Sorbus sargenfaana Koehne — Горобина Сержентова
6. Sorbus koehneana Schneid. — Горобина Кене
7. Sorbus sibirica Hedl — Горобина сибірська
8. Sorbus amurensis Koehne — Горобина амурська
9. Sorbus serotina Koehne — Горобина пізня
10. Sorbus americana Marsh. — Горобина американська
11. Sorbus tianschanica Rupr. — Горобина тяньшанська
12. Sorbus commixta Hedl. — Горобина змішана
13. Sorbus discolor (Maxim.) Hedl. — Горобина двокольорова

Основними представниками підроду Hahnia Medic. є:
1. Sorbus albovii Zinserl. — Горобина Альбова
2. Sorbus velutina (Albov) C.K.Schneid. — Горобина оксамитова
3. Sorbus intermedia (Ehrh.) Pers.(S.scandica Fr.) — Горобина проміжна
4. Sorbus aria (L.) Crantz — Горобина арія або круглолиста
5. Sorbus torminalis (L.) Crantz — берека
6. Sorbus latifolia (Lam.) Pers.(S.aria 4 S.torminalis) — Горобина широколиста
7. Sorbus graeca (Spach) Lood. et Schauer. — Горобина грецька
8. Sorbus turcica Zinserl. — Горобина турецька

## Цікавинки
- Англійці застерігають себе від відьом, саджаючи на подвір'ї горобину[5].
- Горобина часто згадується як «Дерево відьм» і «Дерево життя». Це — символ зустрічі вогню і чарів. Назва «горобина» фактично походить від норвезького слова «рува», що означає амулет або талісман. Горобина володіє чималими чарівними властивостями, включаючи властивість до захисту, лікуванню та пророкуванню[6].
- Горобину також називають деревом вогню, тому що вона асоціюється із Бригіттою, кельтською богинею вогню. Бригітта несе палаючий смолоскип і є уособленням першого свята вогню кельтського року — Імболку.
- Кельти думали, що горобина біля будинків надасть житлу і мешканцям захист від пожежі і блискавки. Це повір'я все ще існує. Це можна помітити у популярності горобини в декоративному оформленні міських парків і садів в Північній Європі.
- Перед битвою у кельтів ягоди горобини спалювалися як священні жертви. ЇХ чарівні властивості, як вважалося, давали можливість звернутися за допомогою до інших світів, що допомагало воїнам. Бойові сокири і інші знаряддя були оснащені дерев'яним руків'ям із горобини, щоб вона могла дати магічну підтримку на війні.
- Горобина тісно пов'язана із трояндою і яблуком — найголовнішими елементами в рецептах відьом.
- Частини дерева горобини використовуються для в'яжучих і антисептичних ліків при лікуванні хвороб очей.
- Міфологічна тварина, яка пов'язана із горобиною — вогнедишний дракон, чарівна істота. Дракон також є символом влади в кельтських традиціях, особливо це помітно в циклі легенд про короля Артура.
- Згідно із кельтськими віруваннями, горобина пов'язана із знаком Luis.
- Період Володія і свято Імболк — зіткнення води і вогню — припадають на кельтський Місяць Горобини.